# Takashi Shimizu
Takashi Shimizu (清水崇 Shimizu Takashi?,  Maebashi, 27 de julio de 1972) es un director de cine, guionista y productor japonés.
Es mayormente conocido por su saga de filmes de terror Ju-on, y por dirigir las películas de la saga "The Grudge" (La Maldición), y Flight 7500.

## Biografía
Takashi se especializó en Teatro y Arte en el Departamento de Filosofía y Letras de la Universidad de Kinki siendo a la vez alumno del guionista Toshiro Ishido. Interrumpió sus estudios en la Universidad y se trasladó a Kioto, donde se dedicó a escribir guiones propios mientras trabajaba a tiempo parcial en una sala cinematográfica. Durante aquel periodo, hizo diversas incursiones en el teatro y el cine independientes.
En 1995 trabajó como aprendiz en el departamento artístico y como ayudante de vestuario en The Sleeping Man (Nemuru otoko), película de Kohei Oguri financiada por la prefectura de Gunma. Esa experiencia le llevó a Tokio, donde trabajó por cuenta propia como ayudante de dirección en varias decenas de proyectos, principalmente para televisión y vídeo. En 1997, sin dejar de trabajar como ayudante de dirección, se matriculó en la primera promoción del Seminario de Cine de Tokio (la actual Escuela de Cine de Tokio), donde estudió con directores como Kiyoshi Kurosawa, Shinji Aoyama, Akihiko Shiota y el guionista Hiroshi Takahashi.

## Obras
Un corto independiente que hizo en 1988 como parte de sus estudios en el Seminario animó a Kiyoshi Kurosawa e Hiroshi Takahashi a recomendarle para que trabajara como guionista y director de un fragmento de Gakkô no kaidan G, una antología de terror para Kansai TV. Después de este trabajo, escribió y dirigió al año siguiente los vídeos Ju-on y Ju-on 2, bajo la supervisión de Hiroshi Takahashi. A continuación dirigió teatro para Internet y producciones documentales. En 2001 dirigió su primer largometraje, Tomie: Re-birth, tercera entrega de la serie de películas de Tomie de Junki Ito. Luego para 2003 hizo la película Ju-on: The Grudge, un año después hizo su secuela Ju-on: The Grudge 2. Para 2004 se  embarcó en la posproducción de la nueva versión de The Grudge producida por Sam Raimi, con la que debutó como director en Hollywood, estrenada en octubre de 2004.

## Filmografía
| Año  | Película                                                                   | Título original                                      | Género                   | Director | Guionista | Productor |
| ---- | -------------------------------------------------------------------------- | ---------------------------------------------------- | ------------------------ | -------- | --------- | --------- |
| 1997 | Last Bronx ~Tokyo Bangaichi~                                               | ラストブロンクス                                     | video                    |          |           |           |
| 1998 | Gakkou no kaidan G                                                         | 学校の怪談G ("School Ghost Story G")                 |                          | ✓        | ✓         |           |
| 2000 | Ju-on: The Curse                                                           | 呪怨                                                 | terror                   | ✓        | ✓         |           |
| 2000 | Ju-on: The Curse 2                                                         | 呪怨2                                                |                          | ✓        | ✓         |           |
| 2000 |                                                                            | 首吊り気球 伊藤潤二恐怖Ｃ                            | video                    | ✓        |           |           |
| 2000 | Shin rei bideo V: Honto ni atta kowai hanashi - kyoufushin rei shashin-kan | 心霊ビデオＶ 本当にあった怖い話 恐怖心霊写真館       | documental               | ✓        | ✓         |           |
| 2000 | Shin rei bideo VI: Honto ni atta kowai hanashi - kyoufu tarento taikendan  | 心霊ビデオＶＩ 本当にあった怖い話 恐怖タレント体験談 | documental               | ✓        |           |           |
| 2001 | Tomie: Re-Birth                                                            | 富江                                                 | terror                   |          |           |           |
| 2002 | Ju-on: The Grudge                                                          | 呪怨                                                 | terror                   | ✓        | ✓         |           |
| 2003 | Ju-on: The Grudge 2                                                        | 呪怨2                                                | terror                   | ✓        | ✓         |           |
| 2004 | The Grudge                                                                 | 呪怨                                                 | terror                   | ✓        | ✓         |           |
| 2004 | Marebito                                                                   | 稀人                                                 | terror                   | ✓        |           |           |
| 2004 | Dark Tales of Japan                                                        | 日本のこわい夜 (epi. Blonde Kwaidan)                 | antología film           | ✓        | ✓         |           |
| 2004 | The Great Horror Family                                                    | 怪奇大家族                                           | comedia horror           | ✓        |           |           |
| 2005 | Rinne                                                                      | 輪廻 (Reencarnación)                                 | terror                   | ✓        | ✓         |           |
| 2006 | The Grudge 2                                                               | 呪怨2                                                | horror                   | ✓        | ✓         |           |
| 2006 | Ten Nights of Dream                                                        | 夢の十夜 (Yume jû-ya)                                | fantasía                 | ✓        | ✓         |           |
| 2006 | Kowai onna                                                                 | 罪深い女性                                           | drama, horror            |          |           | ✓         |
| 2009 | The Grudge 3                                                               | 呪怨3                                                | horror sobrenatural      |          | ✓         | ✓         |
| 2009 | The Shock Labyrinth                                                        | 戦慄迷宮3D (Senritsu meikyû)                         | J-Horror                 | ✓        |           |           |
| 2009 | Hijoshi zukan                                                              | —                                                    | comedia                  | ✓        | ✓         | ✓         |
| 2009 | Ju-on: White Ghost                                                         | Ju-on: Shiroi rôjo                                   | terror                   |          | ✓         | ✓         |
| 2009 | Ju-on: Black Ghost                                                         | Ju-on: Kuroi shôjo                                   | terror                   |          | ✓         | ✓         |
| 2011 | Tormented                                                                  | ラビット・ホラー３Ｄ (rabitto horā 3D)               | terror                   | ✓        |           |           |
| 2014 | Flight 7500                                                                | —                                                    | horror, misterio, Sci-Fi | Sí       |           |           |
| 2014 | Majo no Takkyūbin                                                          | 魔女の宅急便                                         | comedia, fantasía        | }}       |           |           |
| 2015 | NightCry                                                                   | —                                                    | cortometraje, horror     | Sí       | Sí        |           |
| 2016 | NightCry                                                                   | —                                                    | video game, horror       | Sí       |           | Sí        |
| 2016 | Ame onna                                                                   | 雨女                                                 | corto, horror            | Sí       | Sí        |           |
| 2016 | The Grudge                                                                 |                                                      | corto, horror            |          |           | Sí        |
| 2017 | Resident Evil: Vendetta                                                    | バイオハザード ヴェンデッタ                          | ánime adulto             |          |           | Sí        |
| 2017 | Kodomo tsukai                                                              | こどもつかい                                         | horror                   | Sí       | Sí        |           |
| 2019 | Howling Village                                                            | 犬鳴村 (Inunaki Mura)                                | horror                   | Sí       | Sí        |           |
| 2020 | Jukai Mura                                                                 | 樹海村                                               | horror                   | Sí       | Sí        |           |
| 2021 | The Graveyard Apartment                                                    | —                                                    | horror, misterio         | Sí       | Sí        |           |